# サンダーランド (ポートランド)
サンダーランド（Sunderland）は、アメリカ合衆国オレゴン州ポートランド市の北東部区域にある地区の一つ。
ディグニティ・ヴィレッジと呼ばれるホームレス集落がこの地区内に存在する。